# 迎賓路口駅
迎賓路口駅（げいひんろこうえき）は、中華人民共和国湖南省長沙市芙蓉区にある長沙地下鉄2号線の駅である。

## 駅構造
- 島式ホーム1面

## 駅周辺
- 長沙郵政局[3]
- 中国電信
- 華夏銀行